# Jean Moreau de Séchelles

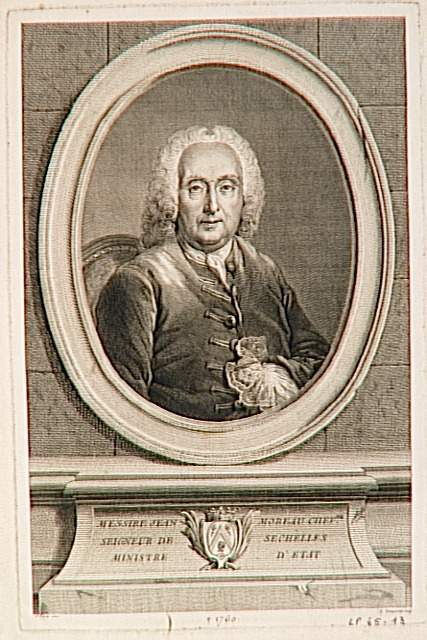
Jean Moreau de Séchelles, Zeichnung nach einem Porträt von Jean Valade aus dem Jahr 1760.

Jean Moreau de Séchelles (ʒɑ̃ mɔʁo də seʃɛl; * 10. Mai 1690 in Paris; † 31. Dezember 1760) war ein französischer Politiker, Verwalter und Finanzminister unter Ludwig XV. Er ist Namensgeber der Seychellen.

## Leben
Jean Moreau wurde 1690 in Paris als Sohn von Pierre Moreau, Sekretär des Königs und Generalschatzmeister der Invaliden, und Hélène Charron geboren. Er besuchte das Pariser Jesuitenkolleg. 1710 kaufte er das Land um Cuvilly in Oise nördlich von Paris, das den Herren von Séchelles gehörte. Fortan wurde er „Moreau de Séchelles“ genannt. Dort ließ er anstelle der mittelalterlichen Burg ein modernes Château erbauen. Das Schloss am Rande von Cuvilly ist heute ein Hotel.
Moreau de Séchelles begann seine Karriere mit Anfang zwanzig als Sekretär des französischen Finanzministers Nicolas Desmarets, wo er an der Suche nach Mitteln zur Begleichung der Staatsschulden zur Zeit des Friedens von Utrecht arbeitete. Anschließend war er Sekretär des Kriegsministers Claude Le Blanc. Er wurde 1719 Ratsmitglied im Parlament von Metz und kurze Zeit später, am 13. Oktober 1719, zum Maître des requêtes (Requetenmeister) des französischen Staatsrates ernannt, wo er an der Reetablierung der Gendarmerie arbeitete. Zusammen mit Le Blanc und weiteren wurde er im März 1724 des Mordes bezichtigt, verhaftet und in der Bastille gefangen gesetzt. Später wurde er freigelassen. Von 1727 bis 1743 war er Intendant von Hennegau (Hainaut) im heutigen Belgien, 1741 und 1742 auch Intendant der böhmischen Armee bei Marschall Belle-Isle. Ab 30. Juli 1742 war Moreau de Séchelles Conseiller d’État (Staatsrat), ab März 1743 Intendant des unter französischer Besatzung stehenden Flandern. Gleichzeitig war er von 1743 bis 1754 Intendant von Lille. 1744 wurde er Intendant der flämischen Armee, der er in das Elsass folgte. Bald darauf wurde er ausgetauscht, hatte den Posten jedoch von Mai 1745 bis Oktober 1748 erneut inne. Im Oktober 1744 erhielt er den Auftrag, in München das von Frankreich reformierte kaiserliche Heer zu organisieren. Seine Arbeit in diesem Posten führte dazu, dass Friedrich der Große ihn ein Vorbild für Militärverwalter nannte.
Am 20. Juli 1754 wurde Moreau de Séchelles als Nachfolger Jean-Baptiste de Machault d’Arnouvilles zum französischen Finanzminister (Generalkontrolleur der Finanzen) ernannt. Als Staatsminister genoss er das Vertrauen des Königs und beriet Ludwig XV. 1755 hinsichtlich eines Allianzwechsels von Preußen zu Österreich. Seine Finanzpolitik war gewagt und grenzte an Wirtschaftsliberalismus, die königlichen Finanzen versuchte er zu straffen. Laut Eustache-Marie Courtins Encyclopédie moderne von 1824 zeigte er in dem Amt „keine große Geschicklichkeit“. Nachdem er im März 1756 einen Schlaganfall erlitten hatte, wurde Moreau de Séchelles am 24. April 1756 als Finanzminister durch seinen Schwiegersohn François Marie Peyrenc de Moras ersetzt.
Moreau de Séchelles wurde am 14. Juli 1755 zum Ehrenmitglied der Académie des sciences, der französischen Akademie der Wissenschaften, ernannt. Ein Jahr später wurde er Vizepräsident, 1757 schließlich für ein Jahr deren Präsident. Er starb nach zwölftägiger Krankheit am Silvesterabend 1761 im Alter von 71 Jahren.
1711 hatte er Marie-Catherine d’Amorezan de Preffigny, Enkelin des Marquis d’Alègre, geheiratet. Sie hatten zwei Töchter. Die ältere, Marie Hélène Moreau de Séchelles (1715–1798), war mit dem Pariser Polizeigeneral René Hérault (1691–1740) verheiratet. Deren Sohn Jean-Baptiste Martin Hérault de Séchelles (1737–1759) war ein Freund Louis Antoine de Bougainvilles und der – zumindest amtlich beglaubigte – Vater des bedeutenden Revolutionspolitikers Marie-Jean Hérault de Séchelles. Die jüngere Tochter Marie-Jeanne-Catherine heiratete den späteren Finanzminister François Marie Peyrenc de Moras (1718–1771).
Zu Ehren Moreau de Séchelles’ wurden die 1756 während seiner Amtszeit als Finanzminister von Frankreich in Besitz genommenen unbewohnten Séchellen-Inseln (Séchelles) im Indischen Ozean benannt. Nach der britischen Eroberung der Inseln wurde der Name in Seychelles geändert. Somit nimmt auch der heutige Staat Seychellen seinen Namen von Jean Moreau de Séchelles.
Darüber hinaus widmete ihm Antoine Léonard Thomas sein Werk Ode à M. Moreau de Séchelles, Ministre d'Etat, Contrôleur général des Finances.